# Plebejus septembris
Plebejus septembris är en fjärilsart som beskrevs av Ruggero Verity och Querci 1923. Plebejus septembris ingår i släktet Plebejus och familjen juvelvingar. Inga underarter finns listade i Catalogue of Life.